# Eddie Ockenden

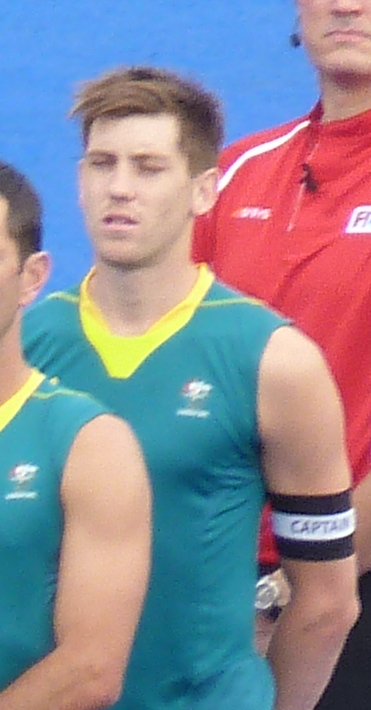
Eddie Ockenden (2012 bei den Olympischen Spielen)

Edward „Eddie“ Ockenden (* 3. April 1987 in Hobart) ist ein australischer Hockeyspieler, der mit der australischen Hockeynationalmannschaft 2008 und 2012 Olympiadritter sowie 2021 Olympiazweiter war. 2010 und 2014 war er Weltmeister, 2018 Weltmeisterschaftsdritter.

## Sportliche Karriere
Der Mittelfeldspieler Eddie Ockenden ist australischer Rekordnationalspieler. Er überholte 2020 mit seinem 366. Länderspiel Jamie Dwyer. Bis dahin erzielte er 71 Länderspieltore. Bei den Olympischen Spielen 2024 in Paris bestritt Ockenden sein 451. Länderspiel.
Sein erstes großes internationales Turnier waren 2008 die Olympischen Spiele in Peking. In ihrer Vorrundengruppe belegten die Australier den zweiten Platz hinter den Niederländern. Im Halbfinale unterlagen sie der spanischen Mannschaft mit 2:3. Im Spiel um die Bronzemedaille bezwangen sie die Niederlande mit 6:2. Ockenden erzielte während des Turniers sechs Tore.
Im März 2010 fand in Neu-Delhi die Weltmeisterschaft statt. Die Australier gewannen ihre Vorrundengruppe vor der englischen Mannschaft. Im Halbfinale bezwangen die Australier die Niederländer mit 2:1, im Finale besiegten sie die deutsche Mannschaft ebenfalls mit 2:1. Ein halbes Jahr später fanden in Delhi die Commonwealth Games 2010 statt. Im Finale bezwangen die Australier die Mannschaft aus dem Gastgeberland Indien klar.
2012 bei den Olympischen Spielen 2012 in London gewannen die Australier ihre Vorrundengruppe vor der britischen Mannschaft. Im Halbfinale unterlagen sie der deutschen Mannschaft mit 2:4. Das Spiel um den dritten Platz gewannen die Australier mit 3:1 über die Briten. Zwei Jahre später bei der Weltmeisterschaft in Den Haag gewannen die Australier ihre Vorrundengruppe mit fünf Siegen in fünf Spielen. Nach einem 5:1-Halbfinalsieg über die argentinische Mannschaft bezwangen die Australier im Finale die niederländische Mannschaft mit 6:1. Nur anderthalb Monate später fanden die Commonwealth Games 2014 in Glasgow statt. Im Finale trafen die Australier wie vier Jahre zuvor auf die indische Mannschaft, die Australier siegten mit 4:0.
Bei den Olympischen Spielen 2016 in Rio de Janeiro erreichten die Australier das Viertelfinale, unterlagen dort aber der niederländischen Mannschaft. Nach den Platzierungsspielen belegten die Australier den sechsten Platz. Damit verpassten die Australier zum ersten Mal seit 1988 die Medaillenränge.
Im April 2018 waren die Australier Gastgeber der Commonwealth Games 2018, im Finale besiegten sie die neuseeländische Mannschaft mit 2:0. Bei der sechsten Austragung eines Hockeyturniers im Rahmen der Commonwealth Games gewann die australische Mannschaft ihren sechsten Titel, für Eddie Ockenden war es der dritte Titel. Ende 2018 fand im indischen Bhubaneswar die Weltmeisterschaft 2018 statt. Die australische Mannschaft unterlag den Niederländern im Halbfinale nach Penaltyschießen. Im Spiel um den dritten Platz bezwangen die Australier die englische Mannschaft mit 8:1. Bei den Olympischen Spielen in Tokio gewannen die Australier ihre Vorrundengruppe und gewannen im Viertelfinale das Penaltyschießen gegen die Niederländer. Nach einem Halbfinalsieg über die deutsche Mannschaft unterlagen die Australier im Finale den Belgiern im Penaltyschießen.
2022 gewann Ockenden mit dem australischen Team bei den Commonwealth Games in Birmingham. Bei der Weltmeisterschaft 2023 in Bhubaneswar gewannen die Australier im Viertelfinale gegen die spanische Mannschaft und verloren im Halbfinale gegen die Deutschen. Das Spiel um Bronze entschieden die Niederländer mit 3:1 für sich. Ockenden war in allen Spielen dabei. Bei den Olympischen Spielen 2024 in Paris schieden die Australier im Viertelfinale gegen die Niederländer aus. Ockenden wirkte in allen sechs Spielen mit.